# スゴ動画超人GP
『スゴ動画超人GP』（スゴどうがちょうじんGP）は、日本テレビで放送されているバラエティ番組。
かつては『凄技!仮スマ動画』（すごわざ!かりスマどうが）という番組名であった。

## 出演者
MC
- ノブ（千鳥）

超人サポーター
- 田中圭 - 仮スマ動画では仮スマサポーターとなっていた。実質上のMC。

パネラー
- 大悟（千鳥）
- 指原莉乃（元HKT48）
- 山崎弘也（アンタッチャブル）

ナレーター
- 木村昴

## 放送リスト
| 放送回数            | 放送日                   | 時間                | パネラー                 | ゲスト                                                    | 備考                               |
| 『凄技!仮スマ動画』 | 『凄技!仮スマ動画』      | 『凄技!仮スマ動画』 | 『凄技!仮スマ動画』      | 『凄技!仮スマ動画』                                       | 『凄技!仮スマ動画』                |
| ------------------- | ------------------------ | ------------------- | ------------------------ | --------------------------------------------------------- | ---------------------------------- |
| 1                   | 2019年5月26日（日曜日）  | 13:15 - 14:15       | 大悟、山崎弘也           | 生駒里奈、杉本哲太                                        | 「サンバリュ」枠（関東ローカル）   |
| 2                   | 2019年8月26日（月曜日）  | 23:59 - 翌0:54      | 大悟、山崎弘也           | 高畑充希、西野七瀬                                        | 「プラチナイト」枠（全国ネット）   |
| 3                   | 2019年12月22日（日曜日） | 23:00 - 23:55       | 指原莉乃、大悟、山崎弘也 | 芳根京子                                                  | 全国ネット                         |
| 『スゴ動画超人GP』  |                          |                     |                          |                                                           |                                    |
| 4                   | 2020年4月28日（火曜日）  | 19:00 - 20:54       | 指原莉乃、大悟、山崎弘也 | (VTR出演)中島健人（Sexy Zone）、平野紫耀（King & Prince） | 全国ネットでかつ、初のゴールデン。 |
| 5                   | 2020年9月18日（金曜日）  | 19:00 - 20:54       | 指原莉乃、大悟、山崎弘也 | 橋本環奈(VTR出演)浜辺美波、横浜流星                       | 2度目のゴールデン。                |
| 6                   | 2021年3月16日（火曜日）  | 19:00 - 20:54       | 指原莉乃、大悟、山崎弘也 | 中条あやみ、岩本照・向井康二（Snow Man）                  | 3度目のゴールデン。                |

## ネット局
- 下記掲載の放送局は、『スゴ動画超人GP』でのネット局を示す。

| 放送対象地域   | 放送局                    | 系列                                         | 放送日時                    | 放送日時                    | 遅れ日数   | 遅れ日数                     |
| 放送対象地域   | 放送局                    | 系列                                         | 第1弾                       | 第2弾                       | 第1弾      | 第2弾                        |
| -------------- | ------------------------- | -------------------------------------------- | --------------------------- | --------------------------- | ---------- | ---------------------------- |
| 関東広域圏     | 日本テレビ（NTV）         | 日本テレビ系列                               | 2020年4月28日 19:00 - 20:54 | 2020年9月18日 19:00 - 20:54 | 制作局     | 制作局                       |
| 北海道         | 札幌テレビ（STV）         | 日本テレビ系列                               | 2020年4月28日 19:00 - 20:54 | 2020年9月18日 19:00 - 20:54 | 同時ネット | 同時フルネット               |
| 青森県         | 青森放送（RAB）           | 日本テレビ系列                               | 2020年4月28日 19:00 - 20:54 | 2020年9月18日 19:00 - 20:54 | 同時ネット | 同時フルネット               |
| 岩手県         | テレビ岩手（TVI）         | 日本テレビ系列                               | 2020年4月28日 19:00 - 20:54 | 2020年9月18日 19:00 - 20:54 | 同時ネット | 同時フルネット               |
| 宮城県         | ミヤギテレビ（MMT）       | 日本テレビ系列                               | 2020年4月28日 19:00 - 20:54 | 2020年9月18日 19:00 - 20:54 | 同時ネット | 同時フルネット               |
| 秋田県         | 秋田放送（ABS）           | 日本テレビ系列                               | 2020年4月28日 19:00 - 20:54 | 2020年9月18日 19:00 - 20:54 | 同時ネット | 同時フルネット               |
| 山形県         | 山形放送（YBC）           | 日本テレビ系列                               | 2020年4月28日 19:00 - 20:54 | 2020年9月18日 19:00 - 20:54 | 同時ネット | 同時フルネット               |
| 福島県         | 福島中央テレビ（FCT）     | 日本テレビ系列                               | 2020年4月28日 19:00 - 20:54 | 2020年9月18日 19:00 - 20:54 | 同時ネット | 同時フルネット               |
| 山梨県         | 山梨放送（YBS）           | 日本テレビ系列                               | 2020年4月28日 19:00 - 20:54 | 2020年9月18日 19:00 - 20:54 | 同時ネット | 同時フルネット               |
| 長野県         | テレビ信州（TSB）         | 日本テレビ系列                               | 2020年4月28日 19:00 - 20:54 | 2020年9月18日 19:00 - 20:54 | 同時ネット | 同時フルネット               |
| 静岡県         | 静岡第一テレビ（SDT）     | 日本テレビ系列                               | 2020年4月28日 19:00 - 20:54 | 2020年9月18日 19:00 - 20:54 | 同時ネット | 同時フルネット               |
| 新潟県         | テレビ新潟（TeNY）        | 日本テレビ系列                               | 2020年4月28日 19:00 - 20:54 | 2020年9月18日 19:00 - 20:54 | 同時ネット | 同時フルネット               |
| 富山県         | 北日本放送（KNB）         | 日本テレビ系列                               | 2020年4月28日 19:00 - 20:54 | 2020年9月18日 19:56 - 20:54 | 同時ネット | 同時ネット （19:56飛び乗り） |
| 石川県         | テレビ金沢（KTK）         | 日本テレビ系列                               | 2020年4月28日 19:00 - 20:54 | 2020年9月18日 19:00 - 20:54 | 同時ネット | 同時フルネット               |
| 福井県         | 福井放送（FBC）           | 日本テレビ系列 テレビ朝日系列                | 2020年4月28日 19:00 - 20:54 | 2020年9月18日 19:00 - 20:54 | 同時ネット | 同時フルネット               |
| 東海広域圏     | 中京テレビ（CTV）         | 日本テレビ系列                               | 2020年4月28日 19:00 - 20:54 | 2020年9月18日 19:56 - 20:54 | 同時ネット | 同時ネット （19:56飛び乗り） |
| 近畿広域圏     | 読売テレビ（YTV）         | 日本テレビ系列                               | 2020年4月28日 19:00 - 20:54 | 2020年9月18日 19:56 - 20:54 | 同時ネット | 同時ネット （19:56飛び乗り） |
| 島根県・鳥取県 | 日本海テレビ（NKT）       | 日本テレビ系列                               | 2020年4月28日 19:00 - 20:54 | 2020年9月18日 19:00 - 20:54 | 同時ネット | 同時フルネット               |
| 広島県         | 広島テレビ（HTV）         | 日本テレビ系列                               | 2020年4月28日 19:00 - 20:54 | 2020年9月18日 19:00 - 20:54 | 同時ネット | 同時フルネット               |
| 山口県         | 山口放送（KRy）           | 日本テレビ系列                               | 2020年4月28日 19:00 - 20:54 | 2020年9月18日 19:00 - 20:54 | 同時ネット | 同時フルネット               |
| 徳島県         | 四国放送（JRT）           | 日本テレビ系列                               | 2020年4月28日 19:00 - 20:54 | 2020年9月18日 19:00 - 20:54 | 同時ネット | 同時フルネット               |
| 岡山県・香川県 | 西日本放送（RKC）         | 日本テレビ系列                               | 2020年4月28日 19:00 - 20:54 | 2020年9月18日 19:00 - 20:54 | 同時ネット | 同時フルネット               |
| 愛媛県         | 南海放送（RNB）           | 日本テレビ系列                               | 2020年4月28日 19:00 - 20:54 | 2020年9月18日 19:00 - 20:54 | 同時ネット | 同時フルネット               |
| 高知県         | 高知放送（RNC）           | 日本テレビ系列                               | 2020年4月28日 19:00 - 20:54 | 2020年9月18日 19:00 - 20:54 | 同時ネット | 同時フルネット               |
| 福岡県         | 福岡放送（FBS）           | 日本テレビ系列                               | 2020年4月28日 19:00 - 20:54 | 2020年9月18日 19:00 - 20:54 | 同時ネット | 同時フルネット               |
| 長崎県         | 長崎国際テレビ（NIB）     | 日本テレビ系列                               | 2020年4月28日 19:00 - 20:54 | 2020年9月18日 19:00 - 20:54 | 同時ネット | 同時フルネット               |
| 熊本県         | くまもと県民テレビ（KKT） | 日本テレビ系列                               | 2020年4月28日 19:00 - 20:54 | 2020年9月18日 19:00 - 20:54 | 同時ネット | 同時フルネット               |
| 鹿児島県       | 鹿児島讀賣テレビ（KYT）   | 日本テレビ系列                               | 2020年4月28日 19:00 - 20:54 | 2020年9月18日 19:00 - 20:54 | 同時ネット | 同時フルネット               |
| 大分県         | テレビ大分（TOS）         | 日本テレビ系列 フジテレビ系列                | 不明                        | 不明                        | 不明       | 不明                         |
| 宮崎県         | テレビ宮崎（UMK）         | 日本テレビ系列 テレビ朝日系列 フジテレビ系列 | 不明                        | 2020年9月18日 19:00 - 20:54 | 遅れネット | 同時フルネット               |
| 沖縄県         | 沖縄テレビ（OTV）         | フジテレビ系列                               | 不明                        | 不明                        | 不明       | 不明                         |

## スタッフ
第6回放送分
- 演出：前川瞳美（第6回）
- 構成：飯塚大悟、安部裕之、大西右人（大西→第4回-）
- TM：望月達史
- SW：小林宏義（第1-3,5回-）
- CAM：福田伸一郎（第1-3,6回）
- MIX：小原正広
- VE：船越正道（第6回）
- 照明：市川朋樹（第3,4,6回）
- 編集：曽根徹（麻布プラザ）
- MA：植木俊彦（第3回-、麻布プラザ）
- 音効：小田切暁
- 美術：大川明子、山本澄子（山本→第6回）
- デザイン：熊崎真知子、津島美樹
- 技術協力：NiTRO
- 美術協力：日テレアート
- モニター：ジャパンテレビ
- ロケ技術協力(第4回-)：ING.Creations.Japan（第6回）、ジーン（第4-6回）、Be ZERO（第6回）
- リサーチ：野村直子、柴田正子
- TK：長坂真由美（第1,2,4回-）
- 制作進行：内藤葵（第6回）
- デスク：小林祐子
- AP：竹部歩美（第5回-）、入江将也（第4回-）、三品恵（第6回）
- 演出補：中津祐亮（第6回）、佐藤優里（第1,6回）、根本裕紀、辻川稜、廣本南奈（共に第6回）、上田真悠子（第1,2,5回-）、久保遥菜（第6回）、森奈津実（第4回-）、末吉祐紀恵（第4,6回）、椎橋隼斗（第5回-）、早坂幸奈（第4,6回）、伊志嶺大志、邊見朋輝（共に第6回）
- ディレクター：大谷俊介、志和幸奈（共に第6回）、西岡伊吹（第4回-）、古賀光輝、佐藤智之、児玉章（第4回-）、白石公太（第6回）
- 演出：井上圭
- プロデューサー：宮崎慶洋、渡邊文哉、城野麻衣子、藤田志帆、柴田雅美、森川高行、末永裕俊、山脇瞳（柴田→第4回-、森川→第5回-、藤田・末永・山脇→第6回、山脇→第2回はAP、第3回は制作進行）
- チーフプロデューサー：秋山健一郎（第6回）
- 制作協力：THE WORKS、acro（acro→第4,6回）、ZION（第4回-）、Sp!ce Factory（第6回）
- 製作著作：日本テレビ

### 過去のスタッフ
- 企画・演出：安島隆（第1-5回）
- CAM：岩永雄允（第5回）
- VE：竹内萌江（第1回）、池田祐一郎（第2回）、石坂忠義（第3回）、吉﨑慶（第4回）、藤原将展（第5回）
- 照明：村上洋平（第1,5回）、粂野高央（第2回）
- モニター：東佑輔（第4回）
- MA：山本宗太（第1回、麻布プラザ）、浅井佑人（第2回、麻布プラザ）
- 技術協力：ヌーベルバーグ、プレゼンスクルー、BIG VOICE（共に第1回）
- ロケ技術協力：KDA京都ドローン協会、ドローン撮影クリエイターズ協会（共に第4回）、金子徹（第4,5回）、EAT（第5回）
- TK：伊村佳恵（第3回）
- 演出補：内山智紘（第1回）、山田裕大（第1-3回）、福岡蓮太、足羽梨奈（共に第2回）、丸山由依（第3回）、一戸弘也（第3-5回）、大塚圭人（第4回）、東竜也、高木智也、薄衣世理奈、阿部佑哉、中村都（共に第4回）、河原木萌（第4,5回）、八木彩香、坂本未来、浅田竜次、中村桜、加嶋龍一（共に第5回）
- AP：阿部理江、豊田侑吏恵（共に第1回）、田中千賀子（第3回）、小黒みやこ
- 制作進行：増田沙織（第5回）
- FD：今村光宏（第3回、シオプロ）
- ディレクター：大輪和孝、田中雄大、西本幸平（共に第1回）、安池薫（第1,2,5回はディレクター、第4回はFD）、勝俣晋（第1,4回）、田村育（第1,4,5回、シオプロ）、本田拓也（第2回）、冨永琢磨、柳瀬寿明（共に第2-5回）、前川コーファン(前川善郎)（第3回）、太田みどり（第4回）、森伸太郎、籾山裕太（共に第4,5回）
- プロデューサー：伊藤真和（第4回）
- チーフプロデューサー：横田崇（第1-5回）